# Netelia arabs
Netelia arabs är en stekelart som först beskrevs av Embrik Strand 1911.  Netelia arabs ingår i släktet Netelia och familjen brokparasitsteklar. Inga underarter finns listade i Catalogue of Life.